# The Ascent at Roebling’s Bridge
The Ascent at Roebling’s Bridge ist ein Wohngebäude in Covington, Kentucky. Entworfen vom international renommierten Architekten Daniel Libeskind, erstreckt sich das Gebäude entlang des Ohio Rivers gegenüber der Roebling Suspension Bridge. Es wurde im Jahr 2004 in Auftrag gegeben und im März 2008 mit Gesamtkosten in Höhe von 50 Millionen Dollar fertiggestellt.
Einige Zeitungen, unter anderem der Cincinnati Enquirer und das Wall Street Journal, assoziierten The Ascent mit dem Trend zu „Zeichen setzender Architektur“ (englisch: signature architecture) bei Wohngebäuden.

## Design
Libeskind, der in den 1970er Jahren Professor an der University of Kentucky in Lexington war, sagte, der Ohio River und die Roebling Bridge hätten ihn für das Design inspiriert. Das 89 m (293 Fuß) hohe Gebäude hat 22 Stockwerke und endet mit einem geneigten Spiraldach. In The Ascent gibt es 19 Etagen mit Luxus-Eigentumswohnungen, eine Lobby, eine bewachte Parkplatzebene sowie eine Etage mit Gemeinschaftseinrichtungen wie beispielsweise ein Spielraum für Kinder.
Die wesentliche Struktur der Fassade besteht aus scheinbar willkürlich angelegten Betonsegmenten, deren Lücken mittels Glasfronten geschlossen werden. Die Verteilung der rechteckigen Beton- und Glassegmente, die in Form, Flächeninhalt und Ausrichtung gleich sind, erinnert an ein digitales System.
Das Büro Studio Daniel Libeskind arbeitete zusammen mit GBBN Architects, THP Limited und KLH Engineering an der Gebäudekonstruktion.